# Певель-Сьлеменська
Певель-Сьлеменська (пол. Pewel Ślemieńska) — село в Польщі, у гміні Свінна Живецького повіту Сілезького воєводства.
Населення — 1582 особи (2011).

## Демографія
Демографічна структура станом на 31 березня 2011 року:
|          | Загалом | Допрацездатний вік | Працездатний вік | Постпрацездатний вік |
| -------- | ------- | ------------------ | ---------------- | -------------------- |
| Чоловіки | 777     | 168                | 530              | 79                   |
| Жінки    | 805     | 202                | 432              | 171                  |
| Разом    | 1582    | 370                | 962              | 250                  |